# لويزة إغيل أحريز
لويزة إغيل أحريز مجاهدة جزائرية إبان الثورة التحريرية شاركت في معركة الجزائر ثم القي القبض عليها سنة 1957 وتعرضت إلى تعذيب شديد وتنقلت بين العديد من السجون في الجزائر وفرنسا إلى أن خرجت من السجن في 1962 وفقا لمعاهدة إفيان.

## النشأة
وُلدت لويزة إغيل أحريز بـوجدة المغربية في 22 أغسطس 1936 وعاشت فيها سنوات طفولتها وهي من أصول قبائلية أمازيغية من تيقزيرت بتيزي وزو، وقد لعب والدها دورا كبيرا في توضيح حقيقة الاستعمار الفرنسي لها وكيف احتل الجزائر سنة 1830، ولابد أن نقاومه نحن إلى غاية دحره. وبعد مجازر 8 ماي 1945 التي ذهب ضحيتها 45 ألف جزائري أعزل على يد الفرنسيين، استقال والد لويزة من عمله بالمغرب وقرر العودة إلى القصبة بالجزائر العاصمة. لقد تيقنا أن الجزائريين لايمكن أن يصمتوا أمام هذه الجريمة وأن الثورة آتية لامحالة وكان لابد من العودة ليكون لنا شرف الانضمام إليها فور اندلاعها.

## أثناء الثورة التحريرية
فور انطلاق الثورة التحريرية انضم إليها والد لويزة مجاهدا مقاتلا، وبدأ يكلفها ببعض المهام كالاتصال بالمجاهدين وحمل الرسائل المتبادلة بينهم وكذا نقل الأدوية وجمع المعلومات عن تحركات قوات العدو الفرنسي. ولكن نشاطها ظل غير رسمي وبقيت في المدرسة الفرنسية بالجزائر إلى غاية 19 ماي 1956 حيث وجهت جبهة التحرير الوطني نداءً إلى كل الطلبة الجزائريين بالمدارس الفرنسية بمقاطعة الدراسة والالتحاق بصفوف المجاهدين فلبى الطلبة النداء جماعيا، وكرست بعدها كل جهدها ووقتها لخدمة الثورة وتفعيل نشاطاتها التي أضفت إليها نقل الأسلحة في قفف صغيرة إلى المجاهدين في القصبة وكذا توفير أماكن آمنة للمجاهدين بعد كل عملية. وبذلك شاركت في معركة الجزائر التاريخية التي حدثت سنة 1956.
اقتصرت مهام لويزة في خلية استعلامات تتكون من 15 فردا، وكان رئيسها هو باقل سعيد ونائبه قندريش، مع مرور الوقت اكتشفت الخلية ان قندريش هذا عميل لفرنسا وأنه المتسبب في مقتل الكثير من المجاهدين بالمنطقة والقبض على آخرين ومنهم أختها مليكة، وكان لابد أن تغادر لويزة القصبة بعدها إلى منطقة أخرى بعيدة للحؤول دون اعتقالها، فتم نقلها إلى جبال الشبلي بولاية البليدة، على بعد حوالي 50 كلم من الجزائر العاصمة.
في بداية عام 1957 كُلفت لويزة إغيل أحريز بنقل أسلحة من القصبة إلى بن عكنون بأعالي الجزائر العاصمة. وفي أحد الحواجز أوقفها جنودٌ فرنسيون، وتقدم منها جندي ليفتشها، فاضطرت إلى الابتسام والتغنج أمامه للخروج من الورطة، فابتسم وسألها ماإذا كنت مستعدة للخروج معه بعد نهاية عمله في المساء فردت بالإيجاب، فتراجع عن فتح صندوق الأسلحة واكتفى بسؤالها عن محتواه فأجابت بأنه يحوي أحذية، فحمل الصندوق وأعطانيه وصرفني وأكد على موعد المساء، فانصرفت وهي لا تصدق بالنجاة.

## إعتقالها
لاشك أن الخائن حسن قندريش قد بلّغ عنها أيضا حيث علمت بعد انتقالها إلى الشبلي أن جنودا فرنسيين داهموا بيتها للقبض عليها ولم يجدونها. وفي نفس السنة أُعتقلت أختها مليكة وأختها فطيمة وأمها وأباها وجدتها بالجزائر وكذا أخاها واثنان من أخوالها بفرنسا بعد أن اكتشف أمر انضمامهم إلى فيدرالية جبهة التحرير الوطني بفرنسا ونضالهم هناك لحشد الدعم المالي والمعنوي للمهاجرين الجزائريين للثورة التحريرية. ولم تمكث لويزة إغيل أحريز بجبال الشبلي سوى شهرين حيث تم القبض عليها في 29 سبتمبر 1957 بعد معركة غير متكافئة بين 8 مجاهدين والكثير من الجنود الفرنسيين الذين حاصروهم من كل جانب واكتشفوا مخبأهم الجبلي الذي لجأؤا إليه. أصيبت لويزة بخمس رصاصات في يدها ورجلها وكاد أحد الجنود الفرنسيين أن يهم بالإجهاز عليّها لكن جندياً آخر منعه من ذلك، فعزف عن قتلها واكتفى بأسرها، وتسببت هذه الرصاصات في إعاقة إحدى رجليها إلى الآن.
فور القبض عليها عولجت على جناح السرعة من الرصاصات الخمس التي تلقتها، وبعدها نقلونها إلى معتقل سوزيني (سجن بارادو) بأعالي الجزائر العاصمة وهو سجن تابع للمضليين الفرنسيين وقضت هناك شهرين ونصف تحت تعذيب جهنمي يفوق الوصف والاحتمال وقد سبّب لها آلاما نفسية فقد اغتصبت وبتر ثدياها، وكان الهدف من التعذيب هو انتزاع اعترافات منها عن مواقع المجاهدين وأسمائهم ومعلومات أخرى خاصة بالثورة.
وكان المبدأ العام بين المجاهدين هو ضرورة الصمود 8 أيام تحت التعذيب ريثما يغيّر المجاهدون مواقعهم وبعدها يمكن الاعتراف، لكن التعذيب الوحشي طال لويزة شهرين ونصف، ولو وجدت وسيلة للانتحار لما ترددت لحظة لإنهاء عذابها.

## فرارها من السجن
نقلت لويزة إغيل أحريز إلى سجون عديدة في الجزائر وفرنسا ووجدت هناك العشرات من المجاهدات الجزائريات والمناضلات الفرنسيات المتعاطفات مع الثورة. وبقيت مسجونة إلى غاية 16 فبراير 1962 حيث تمكنت من الفرار من سجنٍ بفرنسا بمساعدة مناضلين فرنسيين متعاطفين مع الثورة الجزائرية، وقام هؤلاء بإخفائها ثم إعادتها إلى الجزائر متنكرة إثر التوصل إلى اتفاق وقف إطلاق النار بين جبهة التحرير وفرنسا في 18 مارس 1962 ولم تكن بحوزتها أية وثيقة هوية.
تزوجت لويزة في 8 يونيو 1963 مجاهداً كان يعمل في جهاز مخابرات الثورة ولها منه ابن وابنة مراد ومليكة وهما متزوجان الآن ولهما أطفال.